# Посольство Украины в Польше
Посольство Украины в Республике Польша (укр. Посольство України в Республіці Польща) — главная дипломатическая миссия Украины в Польше, расположена в центре Варшавы на аллее Шуха. Кроме посольства Украина имеет на территории Польши консульства в Гданьске, Кракове, Люблине и Вроцлаве.

## Здание посольства
Посольство находится в центральной части Варшавы в районе Средместье, где функционируют польские правительственные учреждения, посольства иностранных государств, гостиницы и офисы известных компаний, а также живописный дворцово-парковый комплекс Лазенковский дворец.
Здание Посольства Украины представляет собой пятиэтажное каменное здание с фасадом, украшенным песчаником, и порталом въездных ворот, сделанным из чёрного базальта.
На этой же улице расположены здания Министерства иностранных дел Польши, Министерства национального образования, Управления Комитета европейской интеграции, Конституционного суда и Апостольской нунциатуры.

## Послы Украины в Польше

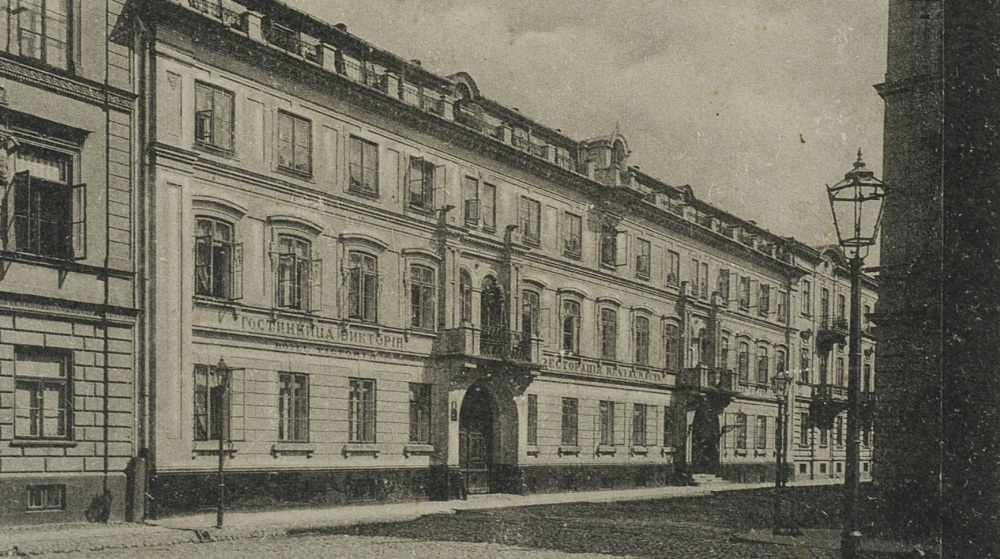
Посольство Украины в Польше (1920)

- Карпинский, Александр Михайлович (1918)
- Ливицкий, Андрей Николаевич (1919—1920)
- Хургин, Исай Яковлевич (1920)
- Логановский, Мечислав Антонович (1921)
- Шумский, Александр Яковлевич (1921—1922)
- Беседовский, Григорий Зиновьевич (1922—1923)
- Старак, Феодосий Васильевич (1991) временный поверенный
- Шевчук, Анатолий Анатольевич (1991—1992)
- Удовенко, Геннадий Иосифович (1992—1994)
- Сардачук, Пётр Данилович (28 декабря 1994 — 14 декабря 1998)[1][2]
- Павлычко, Дмитрий Васильевич (26 февраля 1999 — 11 января 2002)[3][4]
- Никоненко, Александр Николаевич (5 марта 2002 — 15 октября 2003)[5][6]
- Харченко, Игорь Юрьевич (22 ноября 2003 — 9 декабря 2005)[7][8]
- Моцик, Александр Фёдорович (30 декабря 2005 — 12 мая 2010)[9][10]
- Мальский, Маркиян Зиновьевич (26 июля 2010 — 19 марта 2014)[11][12]
- Каневский, Владислав Владимирович (2014) временный поверенный
- Дещица, Андрей Богданович (13 октября 2014 — 8 февраля 2022)[13][14]
- Зварич, Василий Богданович (8 февраля 2022 — 21 июня 2024)[15][16]
- Боднар, Василий Миронович (с 25 октября 2024)[17]